# Bedano
Bedano är en ort och kommun  i distriktet Lugano i kantonen Ticino, Schweiz. Kommunen har 1 496 invånare (2023).